# 宇宙システム開発利用推進機構

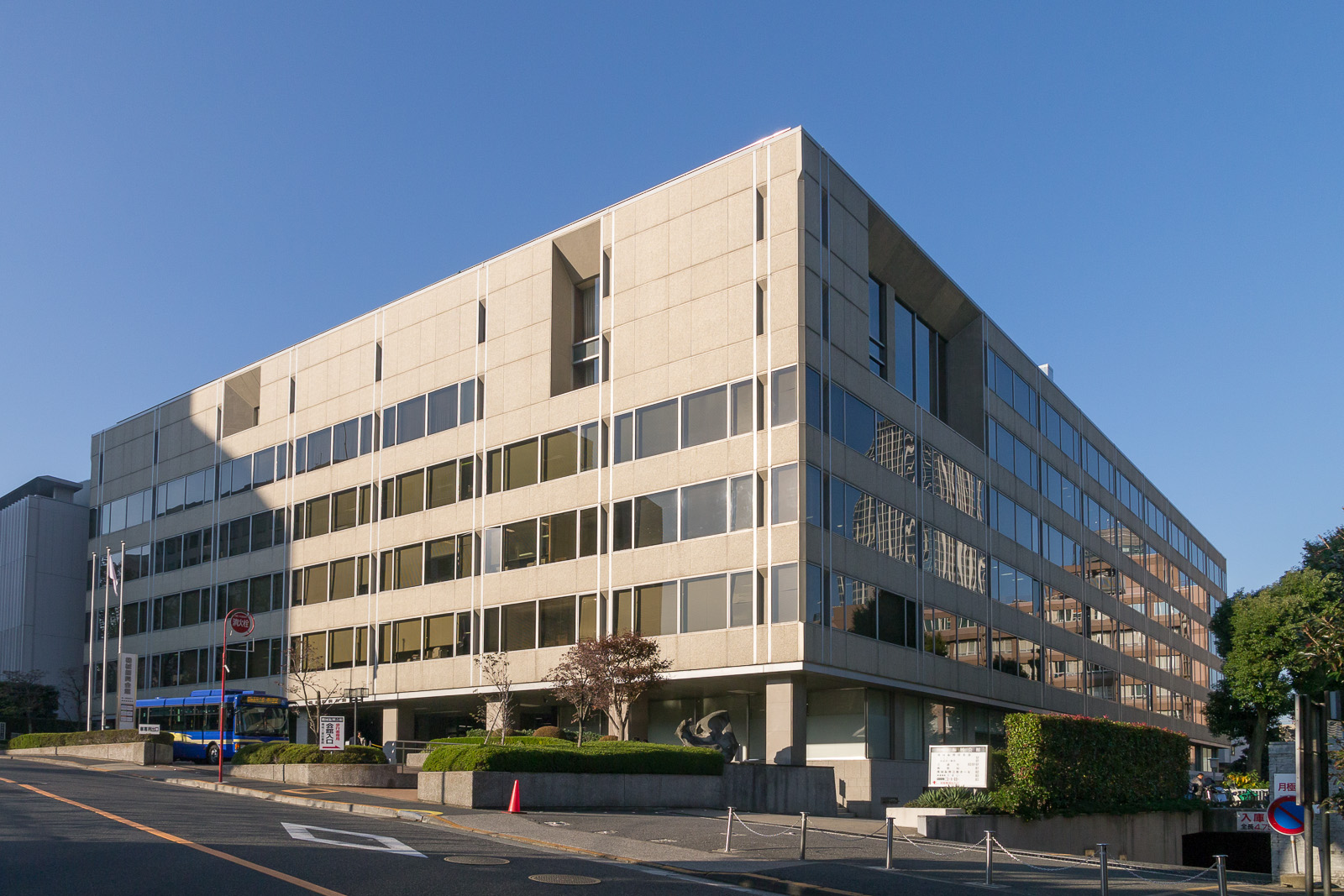
本部を置く機械振興会館

一般財団法人 宇宙システム開発利用推進機構（うちゅうシステムかいはつりようすいしんきこう、Japan Space Systems、JSS）は、内閣府と経済産業省が所管する、人工衛星、ローンチ・ヴィークル、地上システム、リモートセンシング等の宇宙システムに関する、調査・研究・開発・国際協力・人材育成などを行う一般財団法人。所在地は東京都港区芝公園三丁目5番8号 機械振興会館3階。
2012年3月30日、財団法人無人宇宙実験システム研究開発機構（USEF）を存続団体として、財団法人資源探査用観測システム・宇宙環境利用研究開発機構（JAROS）、財団法人資源・環境観測解析センター（ERSDAC）が統合し、発足した。

## 組織

### 評議員
- 六川修一：東京大学教授
- 岩崎晃：東京大学大学院教授
- 佃榮吉：産業技術総合研究所 理事・地質調査総合センター代表
- 稲谷芳文：宇宙航空研究開発機構 宇宙科学研究所 宇宙飛翔工学研究系教授
- 中山勝矢：広島工業大学 名誉教授
- 工藤勲：北海道大学 名誉教授
- 大林成行：東京理科大学 名誉教授
- 小川克郎：名古屋大学 名誉教授
- 今清水浩介：日本航空宇宙工業会 専務理事

### 役員
専務理事と常務理事のみ常勤
- 理事長：稲畑廣行（元・三菱電機株式会社）
- 副理事長：安達昌紀（日本電気株式会社 宇宙システム事業部長）
- 専務理事：三本松進（元・経済産業省 経済産業研修所 所長）
- 常務理事：沖野英明（元・通商産業省 工業技術院 情報規格課長）
- 他、理事18名、監事2名

## 沿革
- 1976年（昭和51年）9月30日 - 財団法人資源・環境観測解析センタ―（ERSDAC）設立。
- 1986年（昭和61年）
  - 5月16日 - 関連13社の出資によって財団法人 無人宇宙実験システム研究開発機構（USEF）設立。
  - 11月21日 - 財団法人 資源探査用観測システム研究開発機構（JAROS）設立。
- 2012年（平成24年）3月30日 - 上記3機関が合併。USEFを存続団体とし、財団法人宇宙システム開発利用推進機構（Japan Space Systems：J-spacesystems）が発足。
- 2013年（平成25年）4月1日 - 一般財団法人に移行[2]。
- 2021年（令和3年）4月1日 - 一般財団法人衛星測位利用推進センターと合併[2]。

## 事業
統合前のUSEF、JAROS、ERSDACの事業も列挙する。

### プロジェクト
- 先進的宇宙システム（ASNARO）：小型リモートセンシング衛星。
- 宇宙環境信頼性実証システム（SERVIS-1、SERVIS-2、SERVIS-3）：人工衛星へ民生品を適用するための宇宙実証試験。
- 空中発射システム（ALSET）：航空機からの小型衛星発射の研究。
- 宇宙太陽発電システム（SSPS）：宇宙太陽発電の研究。
- 資源探査用将来型センサ（ASTER）：テラに搭載された。
- 衛星搭載型ハイパー・マルチスペクトルセンサ（HISUI）：当初はだいち3号に搭載される予定であったがISSに変更された。
- フェーズドアレイ方式Lバンド合成開口レーダ（PALSER）：だいちに搭載された。
  - 出典[3]

### 実績
- 宇宙実験・観測フリーフライヤー（SFU）：H-IIロケット3号機で打ち上げられた。
- 自立帰還型無人宇宙実験システム（EXPRESS）：M-3SIIロケット8号機で打ち上げられた。
- 次世代型無人宇宙実験システム（USERS）：H-IIAロケット3号機で打ち上げられた。
- 宇宙ロボット実験用高機能ハンド（ARH）：きく7号に搭載された。
- 次世代衛星基盤技術開発（ASER）:みちびき等の衛星バスの基盤技術。
- 合成開口レーダ及び光学センサ（SAR＆OPS）：ふよう1号に搭載された。JAROSが開発。
- 温室効果気体センサ（IMG）：みどりに搭載された。JAROSが開発。
- 生産・調達・運用支援統合情報システム（CALS）：人工衛星の設計・製造分野におけるCALS/EC化。
  - 出典[4]

## 関連団体

### 賛助会員
- IHI
- IHIエアロスペース
- 日本電気
- 川崎重工業
- キーウェアソリューションズ
- シャープソーラーシステム事業部
- デンソー
- 富士通
- 三菱重工業
- 三菱電機
- 三菱プレシジョン
- 富士重工業
- 古河電池
- 三井物産エアロスペース
- 三菱商事
- 三菱スペース・ソフトウェア
- HIREC

### 関係独立行政法人
- 宇宙航空研究開発機構（JAXA）
- 新エネルギー・産業技術総合開発機構（NEDO）